# Digital integritet
Digital integritet är rätten till skydd för personuppgifter och privatliv på internet och i andra digitala sammanhang. Den digitala tekniken innebär att stora mängder data lagras och kommuniceras vilket måste hanteras på rätt sätt för att inte kränka privatpersoners integritet. I Sverige regleras hanteringen av personuppgifter i Dataskyddsförordningen som trädde i kraft i maj 2018. Det är därmed straffbart för företag och organisationer att hantera persondata på ett ansvarslöst sätt.
Digital integritet ses ur flera perspektiv. Det kan både handla om att inte lämna ut för mycket privata detaljer på sociala medier och att skydda sina personuppgifter när man utnyttjar olika tjänster online. Det kan också handla hur man förhåller sig till olika typer av övervakning; att veta hur och vem som tar del av informationen som man delar med sig av.
I takt med att samhället har digitaliserats har digital integritet kommit att spela en allt större roll. Stora mängder data lagras och kommuniceras och den digitala tekniken kan leda till kränkningar av privatpersoners integritet. I allt högre utsträckning behöver internetanvändare ständigt dela med sig av personlig information för att ta del av tjänster och plattformar som finns på internet. Digitala personuppgifter och annan typ av information om personer finns bland så väl sjukvården, skolan och banktjänster samtidigt som allt mer information lagras i molntjänster.
Data om användare är värdefull av många anledningar. Många vet inte vilken information som samlas in och lagras om dem, men denna information kan få omfattande konsekvenser i fel händer. Det finns exempel på personer som nekats banklån på grund av insamlad information från bland annat sociala medier. Den vanligaste affärsmodellen för stora internetjättar som Facebook och Google, är att användarnas data används för att skapa en profil av personen, som annonsörer sedan kan köpa och rikta annonser till. Datan går även att missbruka om dessa företag till exempel skulle sälja vidare datan till andra företag, utan användarens samtycke. Andra exempel på allvarligt missbruk är om en stat olovligen använder informationen för att kontrollera befolkningen eller påverka ideologiskt.

## Oro över spridning av personlig digital data

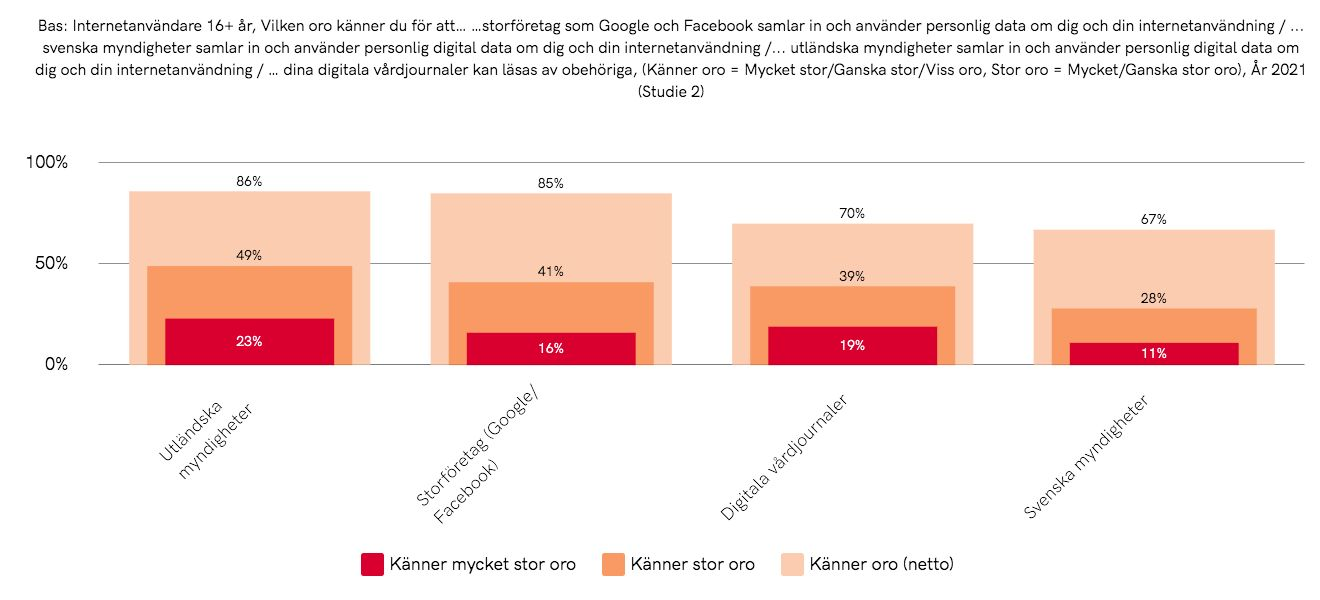
Andel svenska internetanvändare som 2021 uppgav att de kände oro över att deras digitala data skulle spridas av utländska myndigheter/storföretag/digitala vårdjournaler/svenska myndigheter. Siffror från Svenskarna och internet.

Allt fler verkar tycks sätta ett värde på att upprätthålla sin digitala integritet. Enligt en svensk undersökning hade andelen personer som var negativa till att företag och myndigheter samlar in personlig information ökat över tid och allt fler var oroliga för hur informationen används. Många av de tillfrågade upplevde att de inte hade något annat val än att ge ut sina uppgifter. Integritetsskyddsmyndighetens (tidigare Datainspektionen) nationella integritetsrapport från 2019  visade att tre av fyra kände oro för hur deras personuppgifter användes. Trots det var många svenskar fortsatt generösa med att dela med sig av sina personuppgifter och omkring hälften tog till aktiva åtgärder för att förhindra att de kartläggs på internet. Endast fyra av tio sa sig läsa användarvillkoren när de skulle använda nya digitala tjänster. Enligt en underöskning utförd av Internetstiftelsen 2021 kände 86 procent av de svenska internetanvändarna oro över att utländska myndigheter samlade in personlig digital data om dem, 85 procent kände oro över att storföretag som Facebook och Google samlade in data om dem, 70 procent kände oro över att deras digitala vårdjournaler kunde läsas av obehöriga och 67 procent kände oro över att svenska myndigheter samlade in personlig data om dem.